# Alexander von Antalffy

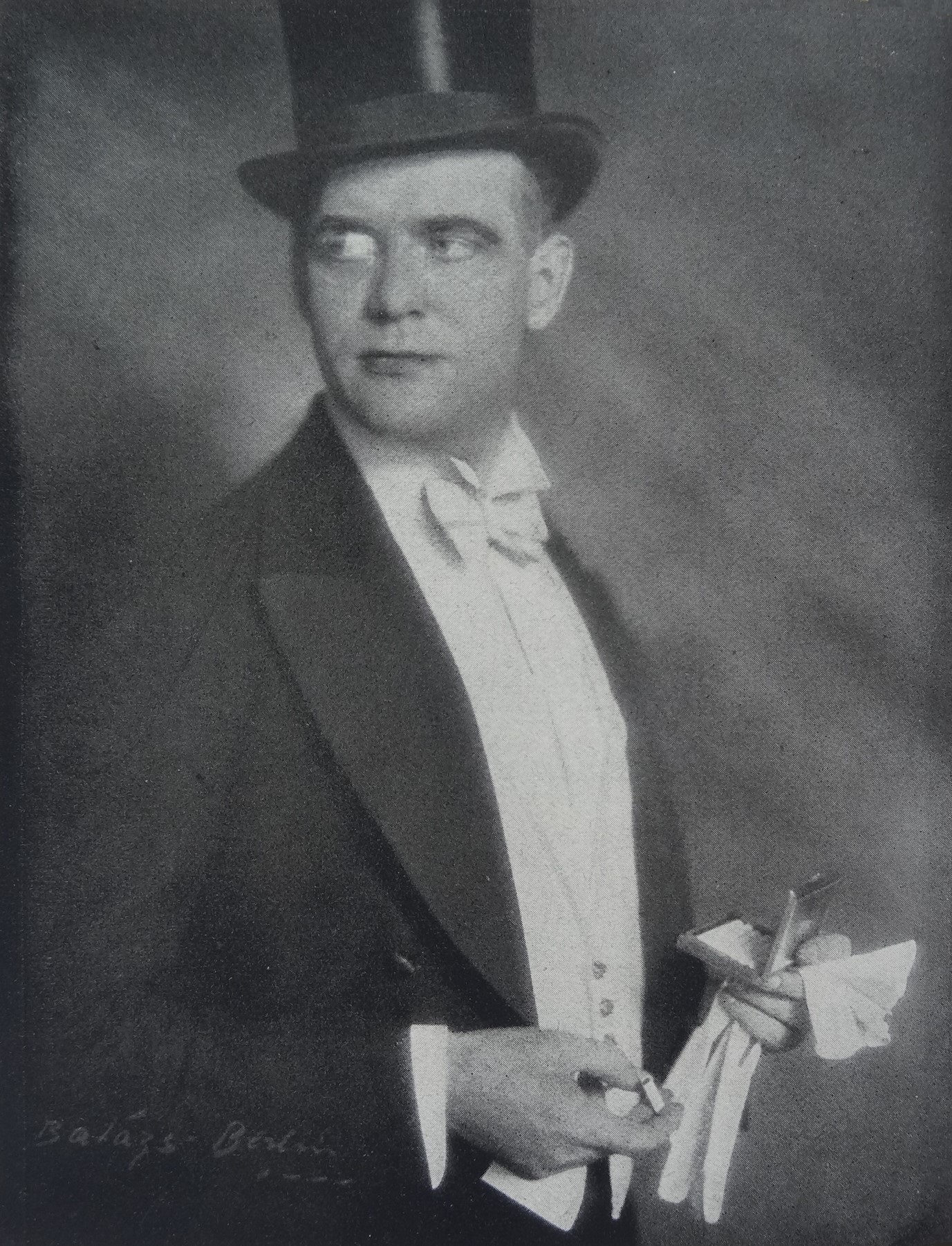
Alexander von Antalffy um 1920

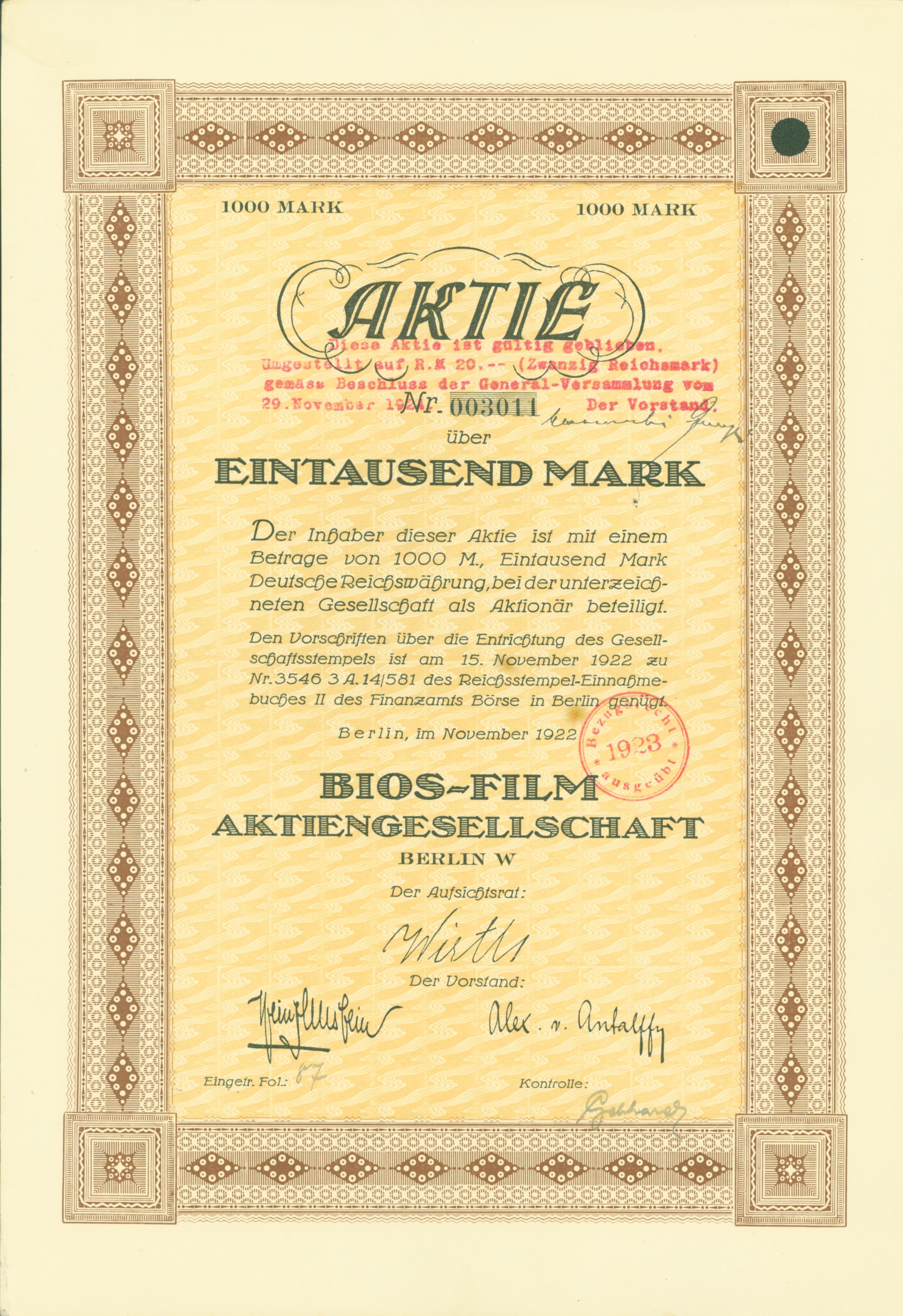
Aktie über 1000 Mark der Bios-Film AG vom November 1922 mit den Unterschriften der Vorstände Heinz Ullstein und Alexander von Antalffy.

Alexander von Antalffy (bürgerl. Alexander (Sándor) Richard Johann von Antalffy de Bankfalva zu Czik-Szent-Imre; * 13. Februar 1887 in Budapest; † 1. November 1961 in München) war ein ungarisch-deutscher Filmregisseur, Schauspieler, Maler und Filmarchitekt, der in Ungarn und in Deutschland arbeitete.

## Leben und Wirken
Antalffy spielte ab 1913 in Kriminal- und Abenteuerfilmen, aber auch in ernsten Dramen. Schon 1914 erschien er in dem Film Der Verräter als Detektiv Battole. 1916 war er im gleichnamigen Detektivfilm als Titelheld Dick Carter neben Käthe Dorsch und Rudolf Biebrach zu sehen. In der MacWood-Serie des Regisseurs Gernot Bock-Stieber spielte er 1920/21 mehrmals den ‘smarten, abenteuerlustigen Tausendsassa’ MacWood.
Seine wichtigste Regieleistung dürfte die 1917 vollendete Literaturverfilmung von Frank Wedekinds Lulu für die PAGU sein, die erste, die sich des Stoffes für das Medium Kino annahm; Erna Morena spielte darin die Titelrolle, an ihrer Seite Emil Jannings und Harry Liedtke.
Gleich dahinter rangiert die ein Jahr darauf für die Corvin Film in Ungarn gedrehte Filmfassung des Romans Little Lord Fauntleroy, deutsch „Der kleine Lord“, ungarisch A kis Lord, in der er auch als Schauspieler zu sehen war. Die Titelrolle spielte der ungarische Kinderstar Tibor Lubinszky, das Drehbuch hatte László Vajda nach dem bekannten Roman von Frances Hodgson Burnett geschrieben, der 1886 erschienen war.
Eine Kopie mit holländischen Zwischentiteln gibt es im Nederlands Filmmuseum in Amsterdam.
Im gleichen Jahr führte Antalffy Regie bei der Verfilmung des Bühnenstücks Der Leibgardist von Franz Molnár, in der er auch als Schauspieler mitwirkte. Die ‘Komödie in drei Aufzügen’ Der Leibgardist, im ungarischen Originaltitel A Testör, wurde 1911 in Budapest uraufgeführt. 1931 wurde der Stoff in den USA als Tonfilm realisiert.
In dem deutschen Abenteuerfilm Das Rätsel von Bangalor mit Conrad Veidt, Harry Liedtke und Gilda Langer war er 1917 Coregisseur zu Paul Leni, der die Lichtregie hatte. Der Film passierte im Dezember 1917 die Zensur, wurde für Jugendliche verboten und am 11. Januar 1918 im Hamburger Lessing-Theater am Gänsemarkt uraufgeführt.
In dem Film Das Goldene Buch (D 1919) führte er nicht nur Regie, sondern erstellte als Filmarchitekt auch das Bühnenbild.
Ab 1920 war er nicht nur Hauptdarsteller in Filmen der Europa-Film-Co. GmbH des Produzenten und Regisseurs Gernot Bock-Stieber, sondern zugleich auch Prokurist der Firma. Im Juni 1922 war er Mitgründer der Bios Film AG und leitete das Unternehmen bis 1925 als Vorstand an der Seite von Heinz Ullstein. Bei der im Oktober 1923 gegründeten Europa-Film AG war Antalffy kurzzeitig alleiniger Vorstand. 1925 erwarb er die Heinz Ullstein Film GmbH und wandelte sie in die S. Anthony-Film GmbH um.
Antalffy war mit der 21 Jahre jüngeren Isolde Haeffner verheiratet und hatte eine Tochter, Ilona von Antalffy (* 1945).

## Filmographie

### Darsteller
- 1913: Die Spinne: Ernst Hübner
- 1914: Die Flammentänzerin
- 1914: Das Millionenhalsband
- 1915: Die Mobilmachung in der Küche
- 1915: Der Spieler
- 1916: Der Sekretär der Königin
- 1916: Dick Carter
- 1916: Der Mann im Spiegel
- 1916: Das Leben ein Traum
- 1916: Amarant
- 1916: Frau Eva (nach Alphonse Daudet)
- 1917: Christa Hartungen
- 1917: Die Prinzessin von Neutralien
- 1917: Frau Eva
- 1917: Die zweite Frau
- 1918: Das Kainszeichen
- 1918: A kis lord
- 1918: A testör
- 1920: Die Strahlen des Todes
- 1920: Maulwürfe
- 1920: Das Zeichen des Malayen
- 1920: Arme Violetta
- 1921: Der Mann im Schrank
- 1922: Die Silbermöve
- 1924: Ein Traum ein Leben

### Regie
- 1917: Lulu
- 1918: Das Rätsel von Bangalor
- 1918: A testör
- 1918: A kis lord
- 1919: Das Goldene Buch
- 1922: Kauft Mariett-Aktien
- 1923: Die Taifunhexe